# Sciapus interdictus
Sciapus interdictus är en tvåvingeart som beskrevs av Becker 1922. Sciapus interdictus ingår i släktet Sciapus och familjen styltflugor. Inga underarter finns listade i Catalogue of Life.